# Under Lock and Key
Under Lock and Key — третий студийный альбом американской хард-рок-группы Dokken, выпущенный в 1985 году.

## Об альбоме
Under Lock and Key достиг платинового статуса в США, после того как его продажи превысили миллион экземпляров и достиг 32 строчки в чарте «Billboard 200», став первым альбомом Dokken, вошедшим в Топ 40. Альбом стал прорывом группы и показал её потенциал. 
Песни «In My Dreams» (#24), «It’s Not Love» и «The Hunter» (#25) вышли в качестве синглов.

## Список композиций
Все песни написаны Доном Доккеном
Сторона А
1. Unchain the Night — 5:18
2. The Hunter — 4:07
3. In My Dreams — 4:19
4. Slippin' Away — 3:46
5. Lightnin' Strikes Again — 3:47

Сторона В
1. It’s Not Love — 4:59
2. Jaded Heart — 4:16
3. Don’t Lie to Me — 3:37
4. Will the Sun Rise — 4:10
5. Til the Livin' End — 3:59

## В записи участвовали
- Дон Доккен — вокал
- Джордж Линч — гитара
- Джефф Пилсон — бас-гитара, бэк-вокал
- Мик Браун — ударные, бэк-вокал

## Позиции в хит-парадах
Годовые чарты:
| Чарт (1986)                        | Позиция |
| ---------------------------------- | ------- |
| США (Billboard Top Popular Albums) | 29      |